# Josep Vancells i Marquès
Josep Vancells i Marquès (la Bisbal d'Empordà, Baix Empordà, 1842 — Figueres, Alt Empordà, 1916) va ser un dramaturg, novel·lista i poeta català.
Era fill de Narcís Vancells i Marquès, procurador dels tribunals i militant carlí que formà part de la junta tradicionalista de La Bisbal.
Josep Vancells fou alfonsí i va dedicar a la reina Maria Cristina d'Habsburg-Lorena la seva novel·la Cristiana, en la qual es preava d'ésser un escriptor catòlic i de no descriure cap escena «lúbrica, naturalista o obscena». L'any 1909 va promoure la idea de dedicar al general Marina Vega, militar de l'Exèrcit del Rif, el nom de la rambla de La Bisbal, pronunciant un patriòtic discurs als habitants de Figueres.
Fou membre de la Reial Acadèmia Espanyola i de la Junta Poética Malacitana. Va rebre la benedicció del papa Pius X. Fou declarat fill predilecte de La Bisbal.

## Obra literària
teatre
- La noya del Ampurdá (1866)
- Misteris del mar (1867)
- Un casament de conveniéncia (1868)
- ¡¡Vint anys després!!

novel·la
- El duque de Ciempozuelos (1891)
- La mancha en el armiño (1893)
- Sara Rosales (1896)

Poesia
- ¡Espinas! (1881)
- ¡Mar de leva! (1897)
- Cristiana : novela de costumbres españolas (1911)